# Сильван (Диярбакыр)
Сильва́н (тур. Silvan) — город и район в провинции Диярбакыр (Турция).

## История
Сильван рассматривается историками как одно из двух возможных мест расположения древнего Тигранакерта — столицы Великой Армении. В 387 году город вошёл в состав Византийской империи. В VII веке город был захвачен арабами.
Был известен также под именами Мартирополь (греч. Μαρτυρούπολις). В мусульманское время — Майафарикин (Мейафарикин, араб. ميافارقين‎).